# Speleotherapie

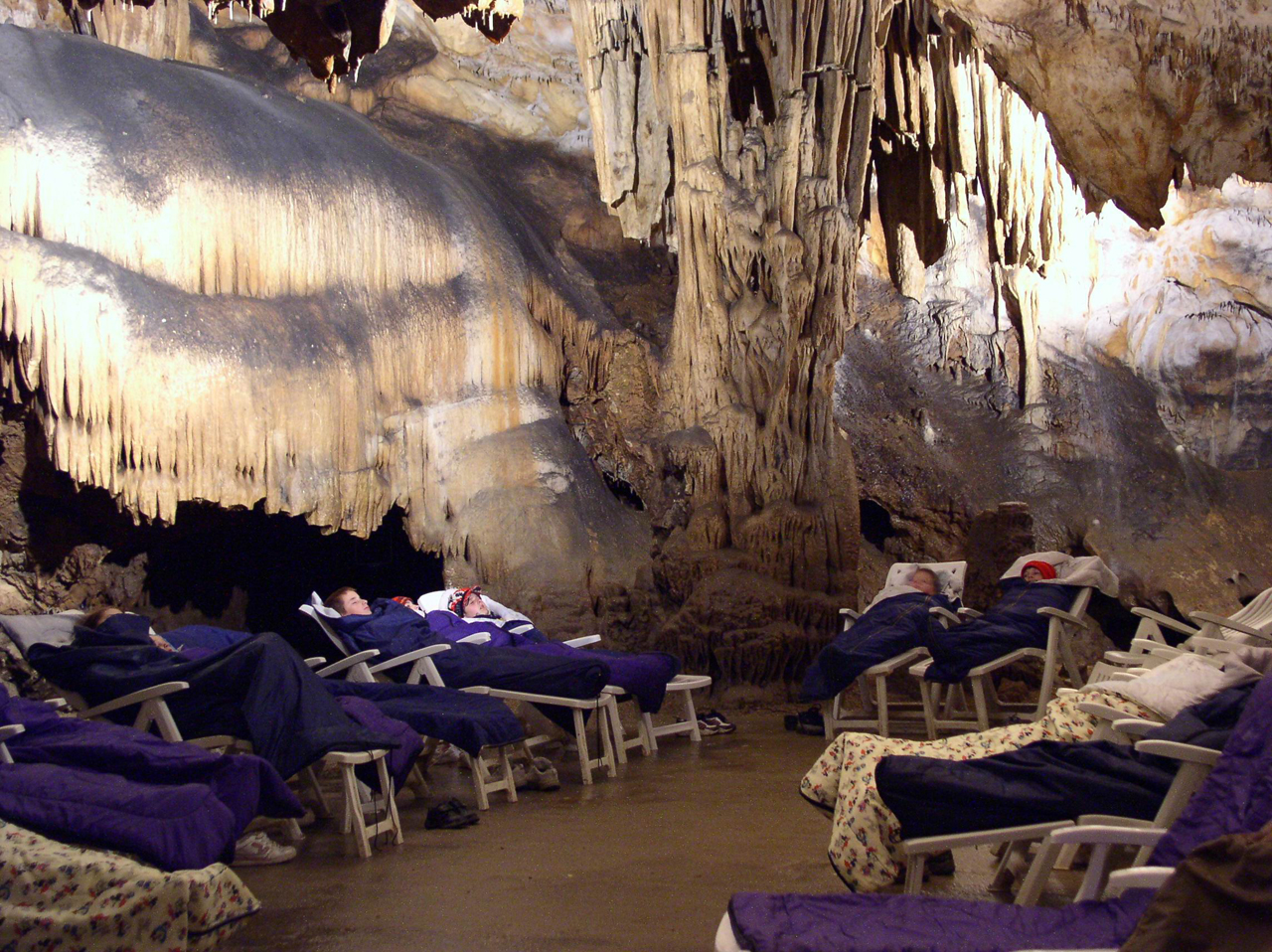
Speleotherapie

Speleotherapie (van het Grieks spelaion = grot) is een therapie waarbij de mineraalrijke lucht van een zoutmijn wordt ingeademd.
De wortels van de therapie liggen in het Oude Rome en de middeleeuwen. Er is informatie dat mijnwerkers toen al hun ademhalingscapaciteit konden verbeteren. Alleen Olympische atleten in Athene besteedden er destijds aandacht aan om hun sportieve prestaties te verbeteren.

## Zoutmijnen en grotten
Steenzout is ontstaan uit de verdamping van oeroude meren en zeeën. Het bestaat uit natriumchloride met sporen van zoals calcium- en magnesiumzouten, mangaan en sulfaten waaraan therapeutische eigenschappen worden toegeschreven. In zoutmijnen heerst een stabiele temperatuur, vochtigheid en gewoonlijk ontbreken verontreinigende stoffen zoals pollen. Diep onder de grond is de luchtdruk ook hoger dan bovengronds. Patiënten met ademhalingsproblemen kunnen hier baat bij hebben.
Er zijn gegevens dat mijnwerkers in het Oude Rome en in de middeleeuwen beter konden ademen. Feliks Boczkowski, een arts bij de Poolse zoutmijn in Wieliczka, schreef in 1843 dat de mijnwerkers geen last hadden van longziekten.

## Huidige toepassing
Het actuele gebruik van deze therapie begon in Duitsland toen Karl Hermann Spannagel constateerde dat de gezondheid van zijn patiënten verbeterde toen zij zich verborgen hadden gehouden in de karstgrot van Kloterthöhle voor zware bombardementen.
Speleotherapie wordt nu toegepast in Bystrianska in Slowakije, Wieliczka in Polen, Solovyno in Oekraïne en andere Oost-Europese landen.

## Soligorsk
In Salihorsk, Wit-Rusland, bevindt zich een zoutgrot met een unieke combinatie van twee soorten zout. Naast steenzout (haliet) is er ook een rood zout (kalium). De therapie, bestemd voor patiënten met astma, COPD en allergieën, vindt plaats in de Republikeinse Kliniek, in nauwe samenwerking met het ministerie van gezondheid. Recent onderzoek heeft aangetoond dat de effectiviteit van de therapie 97% is ten aanzien van de verbetering van de levenskwaliteit van de patiënten, langdurige vermindering van de aandoeningen, minder astmatische aanvallen, verbetering van de longfunctie, minder medicijnen.